# Lewis Wolpert
Lewis Wolpert (Johannesburg, Sud-àfrica, 19 d'octubre de 1929 - 28 de gener de 2021) F.R.S., va ser un biòleg britànic, catedràtic de biologia aplicada a la medicina en el Departament d'Anatomia i Biologia del desenvolupament del University College de Londres. La seva recerca va estar centrada en els mecanismes implicats en el desenvolupament de l'embrió.

## Trajectòria
Format en Enginyeria Civil a Sud-àfrica, el 1995, i en el King's College de Londres, va reorientar la seva recerca a la biologia cel·lular.
A partir de 2010 ocupa el càrrec de Professor Emèrit de Biologia aplicada a la Medicina en el Departament d'Anatomia i Biologia del Desenvolupament en la University College de Londres.
Els biòlegs reconeixen a Wolpert per elaborar i defensar les idees de la informació posicional i el valor posicional: senyals moleculars i respostes cel·lulars internes que permeten a les cèl·lules fer el correcte en el lloc correcte durant el desenvolupament embrionari. L'essència d'aquests conceptes és que existeix un conjunt dedicat de molècules per a la coordinació espacial de les cèl·lules, idèntiques en moltes espècies i en diferents etapes i teixits del desenvolupament. El descobriment de codis de gens Hox en mosques i vertebrats ha justificat en gran manera el concepte de valor posicional de Wolpert, mentre que la identificació de morfògens del factor de creixement en moltes espècies ha donat suport al concepte d'informació posicional.
A més de les seves publicacions científiques i de recerca, ha escrit sobre la seva pròpia experiència de depressió clínica a Malignant sadness: The anatomy of depression (1999). El 1999 va ser el presentador de la sèrie de la BBC Two, A Living Hell, basada en el seu llibre Magliants sadness. The anatomy of depression.
Va ser nomenat membre de la Royal Society el 1980 i se li va atorgar el CBE el 1990. Es va convertir en membre de la Royal Society of Literature el 1999 i un dels primers membres de l'Acadèmia de Ciències Mèdiques el 1998. El 1986, Wolpert va ser convidat a pronunciar la Royal Institution Christmas Lecture que va versar sobre Frankenstein's Quest: Development of Life.

## Idees
En un article de 2005 titulat "Spiked", The Guardian va preguntar a una sèrie de científics: "Quina és l'única cosa que tots haurien d'aprendre sobre la ciència?" Wolpert va respondre:
| « | Ensenyaria al món que la ciència és la millor manera d'entendre el món, i que per a qualsevol conjunt d'observacions, només hi ha una explicació correcta. A més, la ciència és lliure de valors, ja que explica el món tal com és. Els problemes ètics sorgeixen només quan la ciència s'aplica a la tecnologia, des de la medicina a la indústria. | » |

Pel que fa al seu llibre Com Vivim i Per què Morim: Les Vides Secretes de les Cèl·lules, Wolpert va dir que l'audiència prevista del seu llibre era el públic en general. Va dir que pensava que el públic en general necessitava entendre que les persones són una societat de cèl·lules, particularment si volien comprendre als humans.
Wolpert també creia que una qüestió molt important i fins ara no resolta en la recerca cel·lular és l'origen i l'evolució de la primera cèl·lula, així com la qüestió del comportament cel·lular, que en la seva opinió seria útil per a l'estudi de malalties com el càncer o l'Alzheimer.
Wolpert va debatre amb el filòsof cristià William Lane Craig sobre l'existència de Déu, amb l'astrofísic cristià Hugh Ross sobre si hi ha un creador, i amb William Dembski sobre el tema del disseny intel·ligent. En una conferència titulada "És perillosa la ciència?", es va estendre sobre això: "Considero èticament inacceptable i poc práctic censurar qualsevol aspecte de tractar de comprendre la naturalesa del nostre món".
El 25 de maig de 1994, Wolpert va realitzar una entrevista d'una hora amb Francis Crick titulada "Com veu el cervell" per The Times Dillon Science Forum. Just Results Video Productions va produir un vídeo de l'entrevista per The Times. El 15 de gener de 2004, Wolpert i el biòleg / parapsicóleg Rupert Sheldrake van participar en un debat en viu sobre l'evidència de la telepatia. Va tenir lloc en la Royal Society of Arts a Londres. Wolpert tampoc no estava d'acord amb Sheldrake pel que fa a la possibilitat de posar una cèl·lula o un embrió en una computadora, la qual cosa Wolpert creia que seria possible en els següents 20 anys. Creia que fer-ho prediria detalladament com es comportarà la cèl·lula, encara que també admet la dificultat d'aquesta tasca a causa de les complexes xarxes de proteïnes, les interaccions proteïna-proteïna i la gran quantitat de molècules en la cèl·lula. Wolpert va dir que està en contra de la clonació humana perquè "el nen gairebé segur estaria malalt o seria anormal".
A la fi de la dècada de 1960, Wolpert va proposar el model il·lustratiu de bandera francesa, que explica com la senyalització entre les cèl·lules al principi de la morfogènesi podria utilitzar-se per informar a les cèl·lules amb la mateixa xarxa de regulació genètica de la seva posició i funció.
Se li atribueix la famosa frase: "No és el naixement, el matrimoni o la mort, sinó la gastrulació, el que és veritablement el moment més important de la teva vida".

## Llibres i conferències
Wolpert va publicar diversos llibres de ciència populars, entre ells The Unnatural Nature of Science, Sis coses impossibles abans d'esmorzar. Els orígens evolutius de la creença, i Com vivim i per què morim: La vida secreta de les cèl·lules.
El 2011, Wolpert va publicar You're Looking Very Well, un llibre sobre els aspectes socials i científics de l'envelliment. El llibre va ser retirat de la venda pel seu editor en 2014 després de trobar nombrosos passatges copiats sense atribució de la literatura científica i de diversos llocs web, inclosa Wikipedia.